# Traolach Mac Suibhne
Traolach Mac Suibhne (ingl. Terence Joseph MacSwiney; Cork, 28 marzo 1879 – Brixton, 25 ottobre 1920) è stato un attivista, politico e scrittore irlandese, fu sindaco di Cork e comandante della 1ª Brigata "Cork" degli Irish Volunteers. Morì dopo 74 giorni di sciopero della fame.